# Distrito electoral federal 1 de Veracruz
El I Distrito Electoral Federal de Veracruz es uno de los 300 distritos electorales en los que se encuentra dividido el territorio de México para la elección de diputados federales y uno de los 20 en los que se divide el Estado de Veracruz, y cubre parte de la Región Huasteca Alta. Su cabecera es la ciudad de Pánuco.
Desde el proceso de distritación de 2005, el territorio del Distrito I de Veracruz se localiza en el extremo norte del estado, formándolo los municipios de Naranjos Amatlán, Chinampa de Gorostiza, Ozuluama, Pánuco, Pueblo Viejo, Tamalín, Tancoco, Tantima, Tempoal, Tampico Alto y El Higo.

## Distritaciones anteriores

### Distritación 1996 - 2005
Entre 1996 y 2005 el territorio del distrito era muy similar, pero integrado por un número menor de municipios, solo lo formaban los de Ozuluama, Pánuco, Pueblo Viejo, Tampico Alto, Tempoal, El Higo, Naranjos Amatlán y Tamiahua.

## Diputados por el distrito
- XLIX Legislatura
  - (1973 - 1976): Silverio Ricardo Alvarado Alvarado (PRI)

- L Legislatura
  - (1976 - 1979): Guilebaldo Flores Fuentes (PRI)

- LI Legislatura
  - (1979 - 1982): Gustavo Gómez Pérez (PRI)

- LII Legislatura
  - (1982 - 1985): Antonio Murrieta Nacoechea (PRI)

- LIII Legislatura
  - (1985 - 1988):

- LIV Legislatura
  - (1988 - 1991):

- LV Legislatura
  - (1991 - 1994): Guillermo Diaz Gea. (PRI)

- LVI Legislatura
  - (1994 - 1997): Joaquín Juárez del Ángel (PRI)

- LVII Legislatura
  - (1997 - 2000): Fortunato Guzmán Rivera (PRI)

- LVIII Legislatura
  - (2000 - 2003): Guillermo Díaz Gea (PRI)

- LIX Legislatura
  - (2003 - 2006): Rocío Guzmán de Paz (PAN)

- LX Legislatura
  - (2006 - 2009): Pedro Pulido Pecero (PAN)

- LXI Legislatura
  - (2009 - 2012): Patricio Chirinos del Ángel (PRI)

- LXII Legislatura
  - (2012 - 2015): Zita Pazzi Maza (PRI)

- LXIII Legislatura
  - (2015 - 2018): Sofía del Sagrario de León Maza (PRI)

- LXIV Legislatura
  - (2018 - 2021): Ricardo García Escalante (PAN)

- LXV Legislatura
  - (2021 - 2024): Armando Antonio Gómez Betancourt (PVEM)

## Resultados electorales

### 2009
| Elecciones federales de 2009 | Elecciones federales de 2009                   | Elecciones federales de 2009 | Elecciones federales de 2009 | Elecciones federales de 2009 | Elecciones federales de 2009 |
| Partido/Coalición            | Partido/Coalición                              | Candidato                    | Candidato                    | Votos                        | Porcentaje                   |
| ---------------------------- | ---------------------------------------------- | ---------------------------- | ---------------------------- | ---------------------------- | ---------------------------- |
|                              | Partido Acción Nacional                        |                              |                              |                              |                              |
|                              | Partido Revolucionario Institucional           |                              | Patricio Chirinos del Ángel  |                              |                              |
|                              | Partido de la Revolución Democrática           |                              |                              |                              |                              |
|                              | Coalición Salvemos a México (PT, Convergencia) |                              |                              |                              |                              |
|                              | Partido Verde Ecologista de México             |                              |                              |                              |                              |
|                              | Partido Nueva Alianza                          |                              |                              |                              |                              |
|                              | Partido Socialdemócrata                        |                              |                              |                              |                              |
|                              | Partido Revolucionario Veracruzano             |                              |                              |                              |                              |
|                              | Nulos                                          |                              |                              |                              |                              |
| Total                        |                                                |                              |                              |                              |                              |
| Fuente:                      |                                                |                              |                              |                              |                              |